# Скиба, Роман Степанович
Рома́н Степа́нович Ски́ба (укр. Роман Степанович Скиба; 26 октября 1970, Львов, УССР) — украинский поэт. Член Национального Союза писателей Украины.

## Биография
Закончил филологический факультет Львовского государственного университета им. И. Франко (1992).
Занимается продюсированием во Львове, а затем и в Киеве фестивалей и других культурно-художественных акций.
Живёт в Киеве.

## Поэтические книги
- «Меня назовут листопадом» («Мене назовуть листопадом», 1992, 1993)[1],
- «Осень на луне, или Улыбка дракона» («Осінь на місяці, або Усміх дракона», 1993),
- «Тень совы» («Тінь сови», 1994),
- «Болезнь роста» («Хвороба росту», 1998),
- «Зоря Аркада» (1998),
- «Одиссея-2000» («Одіссея-2000», 2002).

## Награды
- 1991 — лауреат конкурса «Гранослов»,
- 1997 — лауреат конкурса издательства «Факел»,
- 1999 — премия «Благовест»,
- 2000 — премия журнала «Курьер Кривбасса»,
- 2002 — премия детского журнала «Подсолнух» — «Наибольшему ребенку 1998 года»,
- 2002 — премия арт-клуба «OsтаNNя баррикада» и Художественного агентства «ЧУММА» — «Поэту в законе».